# Franco Carraro

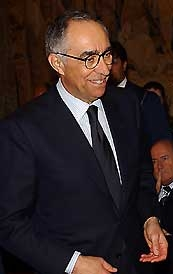
Franco Carraro

Franco Carraro (Padua, 1939) es un dirigente deportivo, mánager futbolístico y político italiano.

## Biografía
- 1967-71: Presidente del AC Milan
- 1973-76: Presidente de la Lega Nazionale Professionisti
- 1976-78: Presidente de la FIGC
- 1986-87: Comisario de la FIGC
- 1986-90: Miembro de Comité de Mundial 1990
- 1997-01: Presidente de la LNP
- 2001-06: Presidente de la FIGC
- 2004-09: Miembro de la UEFA

Carraro también ha ocupado cargos y puestos de responsabilidad dentro del movimiento olímpico;
- 1978-87: Presidente del CONI
- 1980-87: Presidente del COE
- 1982-08: Miembro de COI (y miembro de la Junta Directiva del mismo desde 2000 hasta 2004)

De 1962 a 1976 fue también residente de la FISN (Federazione Italiana Sci Nautico)
En la su carrera política fue Ministro de la República Italiana por el Turismo, Deporte y Espectáculo de 1987 a 1989 y alcalde de Roma de 1989 a 1993, siempre como miembro de PSI.
En mayo de 2006 estuvo involucrado en el fraude deportivo más grande en la historia del fútbol italiano, el Calciopoli, por lo que fue multado con 80 000 euros.
| Predecesor: Pietro Giubilo | Alcalde de Roma 1989 - 1993 | Sucesor: Francesco Rutelli |

- Datos: Q1394623
- Multimedia: Franco Carraro / Q1394623